# مرزة (أرحب)

تعديل مصدري - تعديل

مرزة هي إحدى قرى عزلة عيال عبد الله بمديرية أرحب التابعة لمحافظة صنعاء، بلغ تعداد سكانها 111 نسمة حسب تعداد اليمن لعام 2004.